# Міленіум (Цілком таємно)
Міленіум (Millenium) — 4-й епізод сьомого сезону серіалу «Цілком таємно». Епізод не належить до «міфології серіалу» — це монстр тижня. Прем'єра в мережі «Фокс» відбулася 28 листопада 1999 року.
У США серія отримала рейтинг Нільсена, рівний 9.1 який означає, що в день виходу її подивилися 15.09 мільйона глядачів.

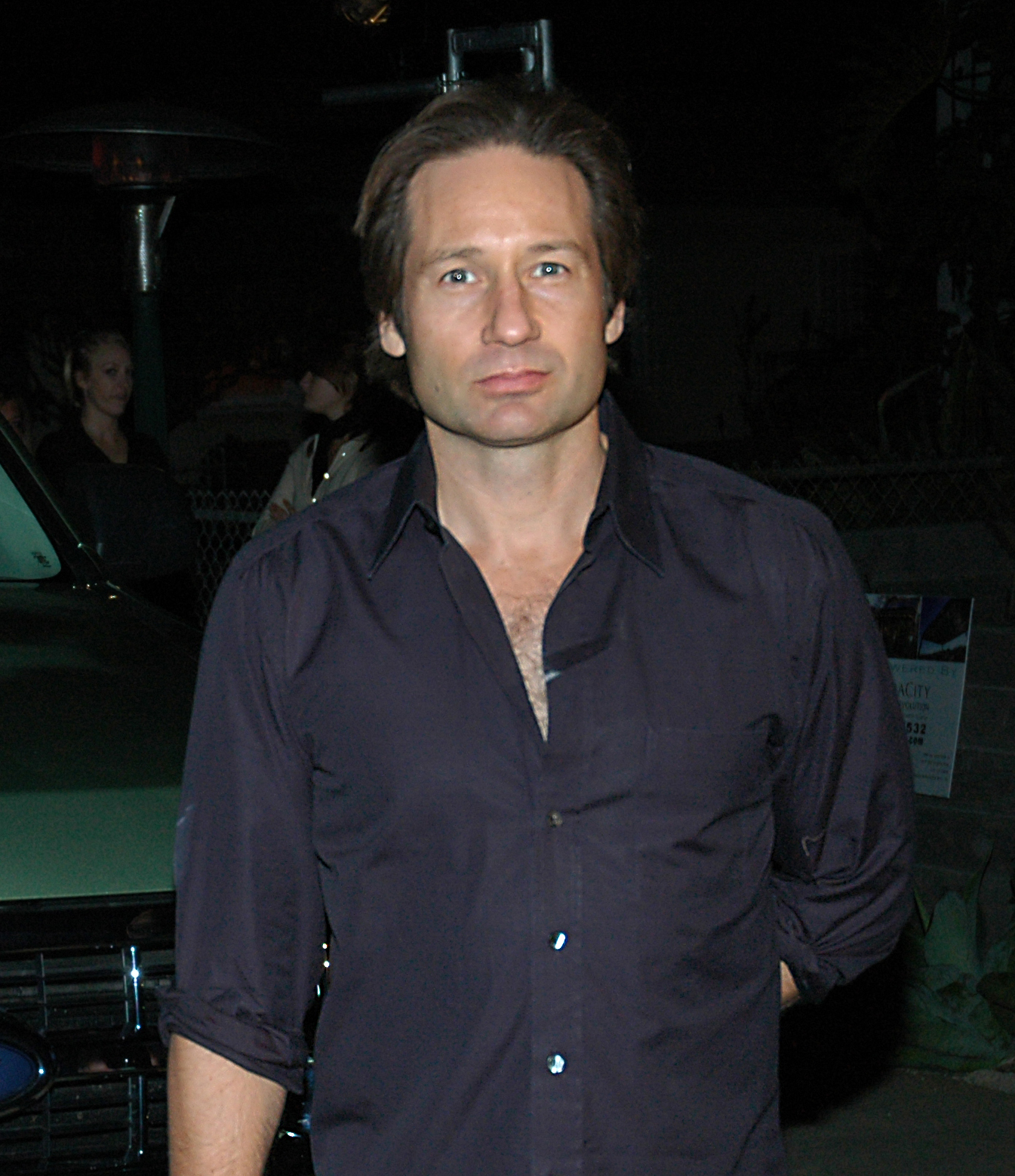

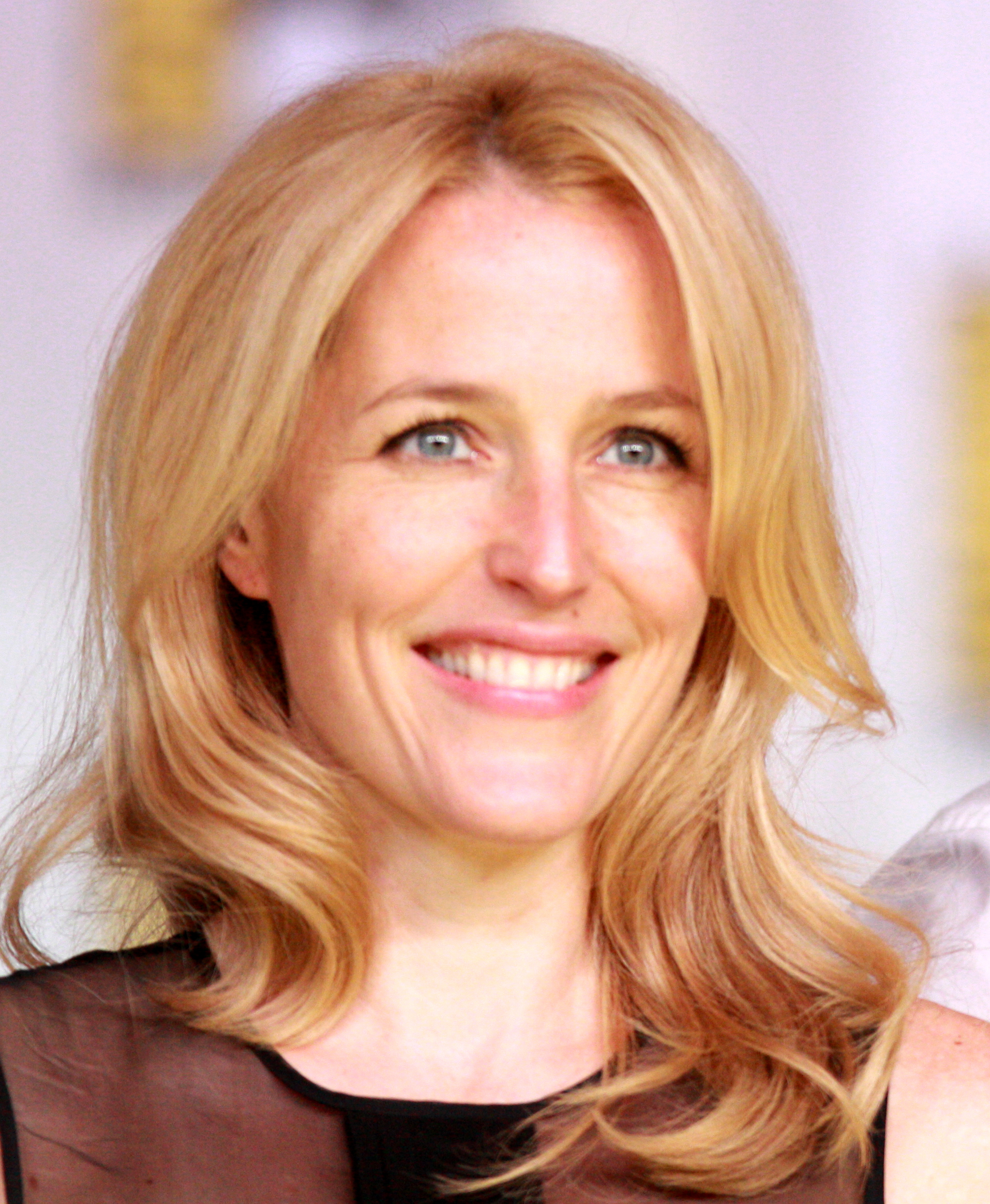

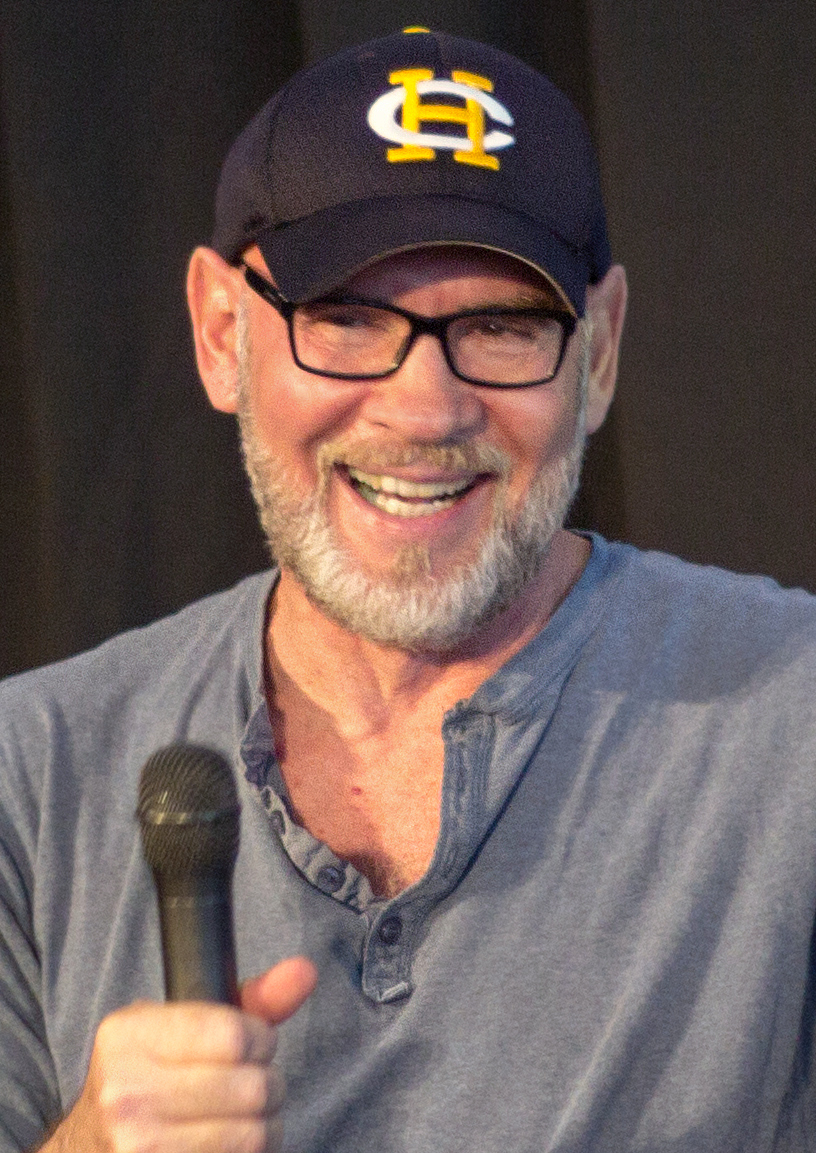

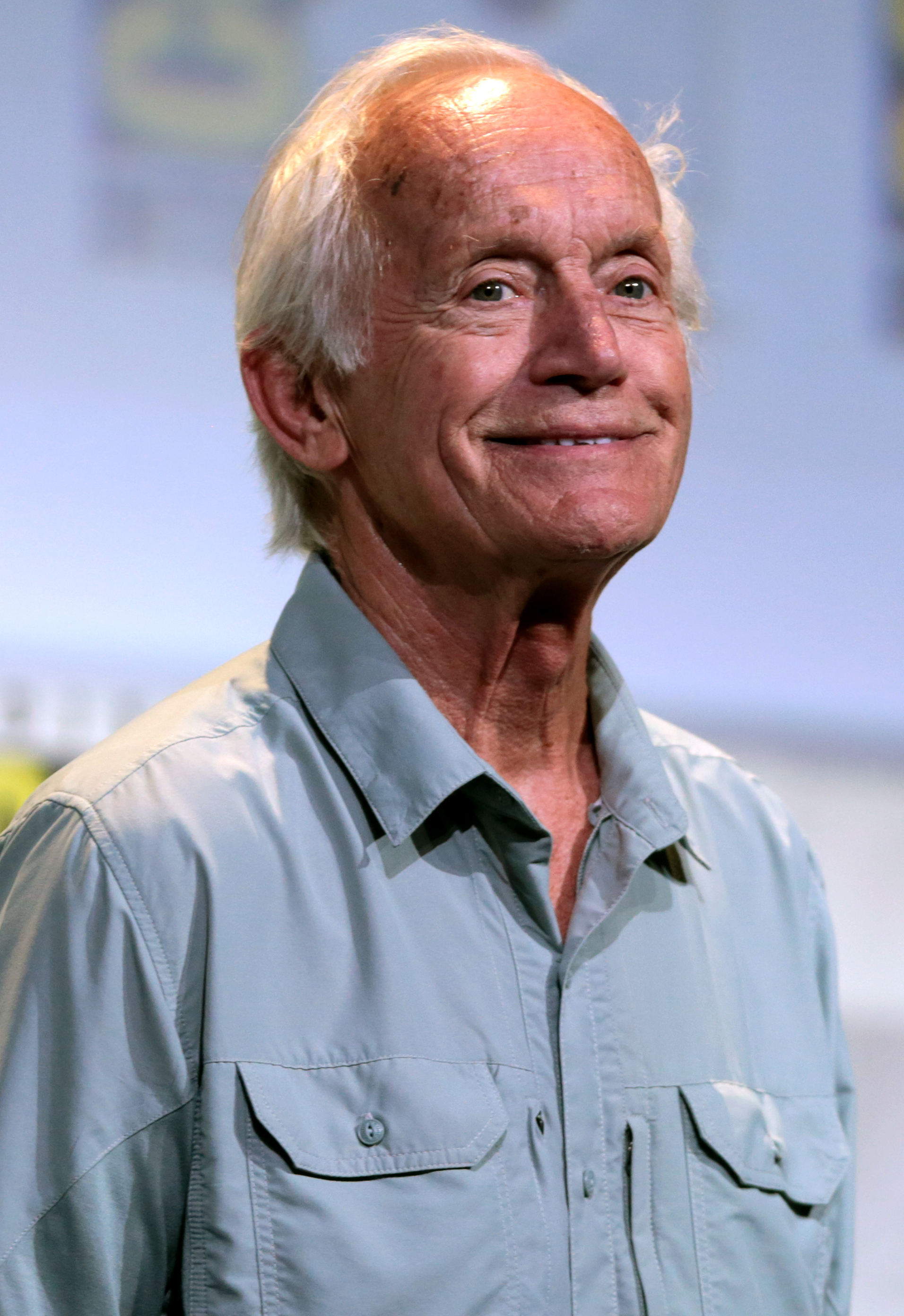

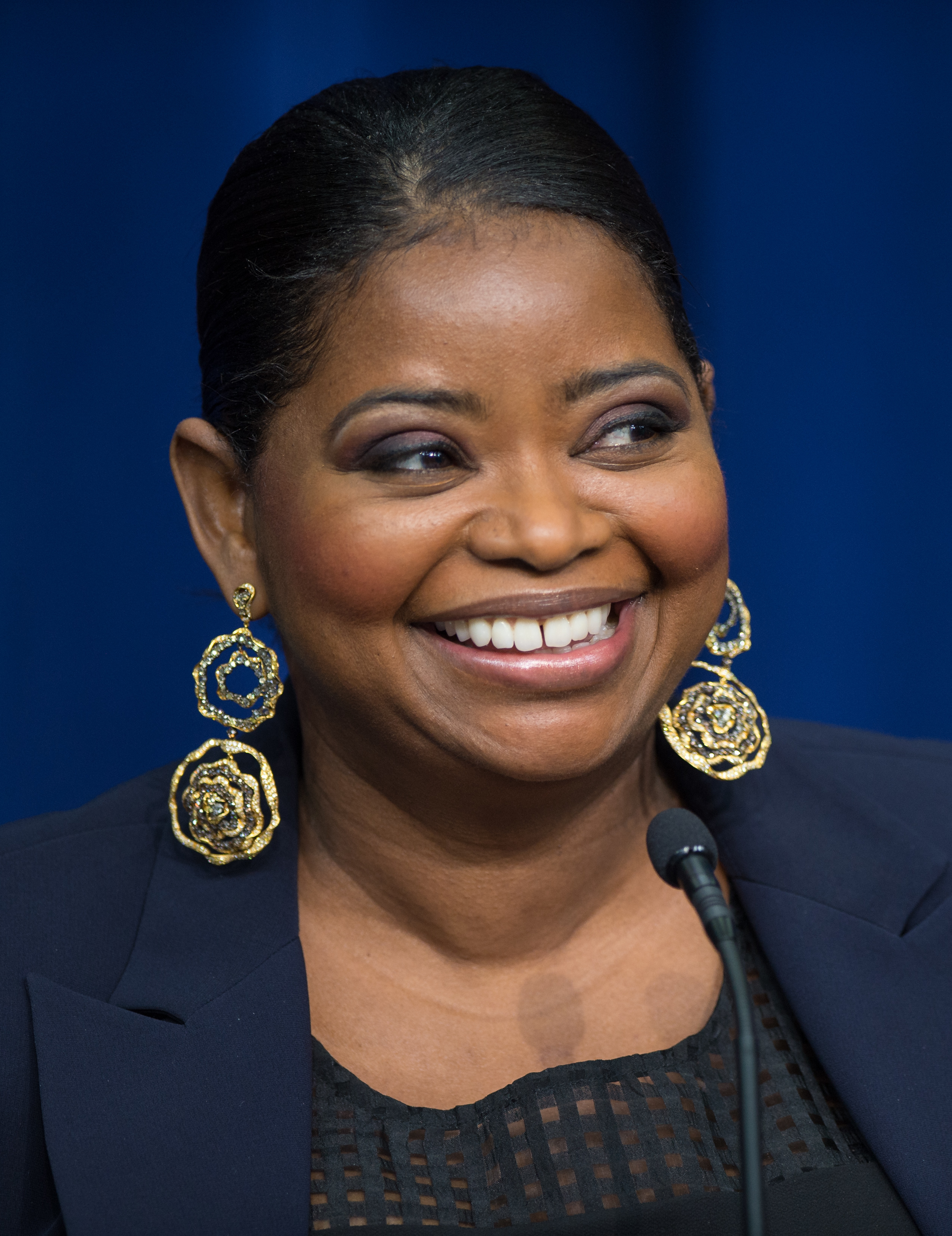

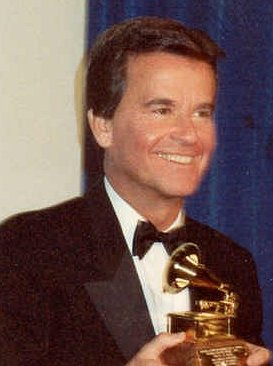

Малдер і Скаллі мають дотичність з групою Мілленіум, таємним товариством, члени якого вірять, що апокаліпсис станеться на новий 2000-й рік, і для цього воскрешають мерців. Для розкриття цієї справи агенти звертаються до слідчого ФБР Френка Блека — людини, яка мала справу з цією організацією.

## Зміст
Істина поза межами досяжного
У Таллахассі (штат Флорида), 21 грудня 1999 року проводиться панахида за колишнім агентом ФБР Реймондом Краучем. До вдови Бекі звертається таємничий чоловік Марк Джонсон, який стверджує, що працював з її чоловіком. Після того, як інші відвідувачі скорботного заходу ідуть, Джонсон повертається до похоронної зали, одягає на себе одяг з померлого і кладе включений стільниковий телефон у труну. При цьому він повторює молитву із Євангелія від Івана «Я є воскресіння і життя!». Тиждень потому Джонсон спостерігає за могилою Крауча, коли дзвонить його телефон; він іде до могили з лопатою.
30 грудня 1999 року Фокс Малдер та Дейна Скаллі покликані місцевою поліцією оглянути порожню могилу Крауча. Вони помічають пошкодження внутрішньої частини труни — наче хтось намагався вибратися зсередини. Зовні на надгробку — великий відпечаток руки померлого. Скаллі висуває теорію про те, що сцену сфальсифіковано тим, хто викопав тіло. Тим часом Джонсон везе те, що викопав на цвинтарі, в автомобілі.
В штаб-квартирі ФБР брифінг проводить Волтер Скіннер, який зазначає, що Крауч — один з чотирьох колишніх агентів, могили яких ексгумовані; всі чотири покінчили життя самогубством. Через наявність козлячої крові, яка виявлена навколо могили, Малдер вважає, що злочин був актом некромантії. Після брифінгу Скіннер відводить агентів убік і просить їх дослідити можливі зв'язки Крауча з групою «Мілленіум», яку розпустили кілька місяців тому.
Малдер і Скаллі їдуть до психіатричної установи «Гартвелл» у Вудбріджі (штат Вірджинія), щоб відвідати Френка Блека. Спочатку Блек неохоче допомагає їм, оскільки вважає, що будь-яка подальша участь або навіть діяльність щодо Групи може перешкодити його битві за опіку з батьками покійної дружини над дочкою Джордан. Десь в сільській місцевості Джонсон міняє пробите колесо. Підходить поліцейський й зауважує сморід — та й уночі біля автівки мухи літають. Доки поліцейський відкриває багажний відділ автомобіля, Джонсон повторює молитву й насипає круг перед собою — якоюсь білою речовиною. З багажника вибирається зомбі й душить поліцейського.
На місці нічної пригоди посилені наряди поліції й агенти Малдер і Скаллі. Фокс виявляє захисне коло з солі. В горбку під деревами знаходять загиблого поліцейського — він весь покусаний; рот зашитий і в ньому записка з молитвою із Книги одкровень.
Коли Блек нарешті погоджується допомогти, він пояснює, що четверо колишніх членів Групи вірять, що можуть досягти кінця світу, вбиваючи себе на світанку Міленіуму, виступаючи як Чотири вершники Апокаліпсису.
Діючи на основі інформації від Блека, Малдер здійснює спроби знайти Джонсона. Патологоанатом виймає металеві скабки з рота заступника шерифа — із його вуст сиплеться сіль. Після прибуття на Скаллі в морзі округу Райс нападає мертвий заступник шерифа. Дейна бачить жінку-працівника моргу із пораненнями, що їх наніс помічник шерифа. Скаллі випускає 3 кулі з пістолета в мертвого; Джонсон тим часом стоїть і спостерігає. Скіннер прибуває до моргу — Скаллі каже: Джонсон порятував її, розстрілявши мертвого перед зникненням. Агенти докладають усіх зусиль, щоб знайти Джонсона, поки не пізно.
Малдер знаходить будинок Марка Джонсона, Фокс в смітному баку дістає трохи й кладе у кишеню кошерної солі. Його у підвалі атакують чотири трупи агентів ФБР; Джонсон замикає підвал. Після розмови із Скаллі Блек повідомляє медсестрі Октавії — він виписується і не повернеться. Фоксу вдається застрелити і вбити одного з мертвих. З'являється Френк; зв'язавши Джонсона, Блек стріляє двом зомбі в голови. Коли у його пістолета закінчуються кулі, і смерть здається неминучою, Скаллі після дзвінка з інформацією від Скіннера прибуває й стріляє в останнього зомбі, рятуючи обидвох чоловіків.
Френк повертається до лікарні, домовляючись про виписку. Скаллі повідомляє Френку, що у нього є відвідувач — і вбігає Джордан. Переддень Нового року Діка Кларка — по телебаченню; Френк і Джордан виходять з кімнати безпосередньо перед початком зворотного відліку.
Коли годинник б'є північ, і натовп починає співати на екрані «Auld Lang Syne», Малдер і Скаллі цілуються, щоб зустрітися у щасті в Новому році.
Стріляйте у голову, здається це їх зупиняє

## Зйомки
«Міленіум» є кросовером із серіалом «Мілленіум», також створеним Крісом Картером. Хоча дебют «Мілленіуму» відбувся 1996 року і він отримав визнання критиків, серіал мав низькі рейтинги й був закритий після третього сезону. Останній епізод «Мілленіуму» був знятий до повідомлення про закриття, що призвело до завершення серіалу «на підйомі». У цьому епізоді представлені останні виступи Френка Блека, і тому його часто цитують як спосіб закрити цикл «Мілленіуму» та сюжетну арку. Насправді цей епізод є другим кросовером між «Цілком таємно» і «Мілленіумом» — у попередньому брав участь другорядний персонаж — автор Джо Чанґ — із «космосу Джо Чанґа», який був убитий в епізоді «Мілленіуму» «Захист Судного дня Джо Чанґа».
Задум використовувати зомбі для «Мілленіуму» виник в рамках окремого перерваного проекту. Стівен Кінг, співавтор епізоду 5-го сезону «Чінга», бажав написати серію за мотивами культового фільму про зомбі Джорджа Ромеро 1968 року. Ромеро також був призначений режисером епізоду. За словами Френка Спотніца, співробітники «Цілком таємно» зустрічалися як з Кінгом, так і Ромеро, й обидва виявили зацікавленість у створенні епізоду. Хоча епізод був запланований на 7-й сезон, він так і не був знятий. Зомбі (як задум сюжету) потім були віднесені до того, що стало «Мілленіумом».
Продюсери як «Цілком таємно», так і « Мілленіуму», почали обдумувати ідею зробити кросовер, коли обидва серіали ще були в ефірі. Після скасування «Мілленіуму» співробітники «Цілком таємно» зрозуміли, що кросовер має сенс. Однак написання історії виявилося важким, оскільки автори не знали, чи писати сценарій, що стосується виключно завершення «Тисячоліття», ачи мають бути присутні елементи «Мілленіуму», змішані в контексті «Цілком таємно». Зрештою вирішили на користь останнього. Вінс Гілліган згодом пояснив, що він і Френк Спотніц були більше зацікавлені в тому, «що станеться, якщо Френк Блек прийде у світ Малдера і Скаллі?» Гілліган також стверджував, що епізод був написаний, щоб «нарешті привести зомбі у світ „Цілком таємно“». Він пояснив: «Мова йшла не про сюжет, а про те, щоб спустити (Малдера і Блека) у підвал цього моторошного старого будинку із цими зомбі, що вилазили з-під землі і мусили (стріляти їм) в голову». Гілліган також стверджував, що страх навколо проблеми 2000 року послужила натхненням для епізоду. Згодом Гілліган пожартував: «я з гордістю сказав, що ніколи не купувався на жодну з цих брехонь ані на хвилину!»
Епізод примітний тим, що в ньому відбувся перший справжній поцілунок Фокса і Дейни. У серіалі були представлені інші моменти з поцілунками між ними: у четвертому епізоді сезону «Дурниці», і у шостому сезоні «Трикутник». Джон Шибан розробив ідею поцілунку персонажів, яку Кріс Картер описав як «подарунок для фанатів». Шибан зазначив, що поцілунок епізоду відчувався як «логічна кульмінація їхніх стосунків. Вони йшли до цього роками» Згодом Джилліан Андерсон пояснила: «ми з Девідом знали, що поцілунок наближається. Я відчувала, що редактори цього епізоду робили його дуже ефективно». Для створення атмосфери сцени використовувались спеціалізовані кути нахилу камери, і все сповільнювалось, щоб сцена довше тривала. Сцена «новорічна куля на Таймс-сквер» була створена цифровим способом, оскільки епізод зняли у жовтні, за 2 місяці до запланованої події. Продюсеру спецефектів Біллу Міллару було доручено цифровим способом додати «2000» в архівні кадри новорічного шоу 1998 року, яке проводив Дік Кларк. Пізніше Кларка найняли, щоб зняти і записати звуковий ряд, де ві оголошує 2000 рік Clark was later hired to come in and record a voice-over bit announcing the year 2000..

## Показ і відгуки
«Тисячоліття» вперше вийшов в ефір у США 28 листопада 1999 року на телеканалі «Fox». Епізод переглянули 15,09 мільйона глядачів; він отримав рейтинг Нільсена 9,1 з часткою 13, що означає — приблизно 9,1 % всіх телевізійних домогосподарств та 13 % домогосподарств, які дивляться телевізор, були налаштовані на цей епізод Епізод був показаний у Великій Британії та Ірландії на «Sky One» 9 квітня 2000 року; його переглянули 870 000 глядачів.
«Міленіум» отримав неоднозначні відгуки критиків. Тед Кокс з «Daily Herald» назвав його «моторошним» та «візуально захоплюючим», особливо відмітивши використання світлої та темної символіки. Зрештою, він зазначив, що «добре ще раз побачити Малдера і Скаллі тимчасово звільненими від всеохоплюючої змови серіалу». Річ Розелл з «Digitally Obsessed» відзначив серію 5 із 5 зірок і написав, що «в цьому епізоді відбувалося багато великих, великих речей, починаючи з головного негідника „Тисячоліття“ Френка Блека. Він неохоче допомагає Малдеру і Скаллі вирішити очевидні самогубства чотирьох агентів ФБР». Розелл дійшов висновку, що причина успіху епізоду була пов'язана з поцілунком Малдера і Скаллі — моменту, який він назвав «неминучим», хоча зауважив, що «багато хто вважає, що це справді означало початок кінця». Зак Гендлен з «The A.V. Club» присвоїв епізоду оцінку «B». Він назвав серію «втомленою» і написав, що вона «і занадто амбіційна, і недостатньо епічна», щоб забезпечити закриття «Тисячоліття». Крім того, він відчував, що основний сюжет історії був занадто заплутаним і майже смішним. Незважаючи на це, він насолоджувався роллю Джонсона як лиходія, називаючи його «цікавим», і писав, що сцена з Малдером й Блеком в підвалі була «крутою через моторошні постаті зомбі».
Метт Гурвіц та Кріс Ноулз назвали епізод суперечливим у книзі «Повні документи X» Кеннет Сілбер з «Space.com» критично поставився до серії, написавши, що «цей епізод наочно демонструє — те, що колись Карл Саган називав „тягарем скептицизму“, більше ніхто не сприймає серйозно в серіалі. Навіщо інакше твердження Малдера що некромант успішно воскресив мертвих, викликає таку мляву реакцію в кімнаті, повній агентів ФБР?» Роберт Шірман та Ларс Пірсон у книзі «Хочемо вірити: критичний путівник з Цілком таємно, Мілленіуму та Самотніх стрільців», оцінили епізод 1.5 зіркою з п'яти, зазначивши, що передумова епізоду вважалася «стилістично неправильною для Мілленіуму». Крім того, Шірман і Пірсон стверджували, що епізод був «жахливим Цілком таємно», оскільки замість того, щоб Малдер і Скаллі розгадували таємницю, сюжет обертався навколо них, що рятували світ від Армагеддону". Пола Вітаріс з «Cinefantastique» дала епізоду негативний відгук і нагородила його 1.5 зіркою з чотирьох. Вітаріс зазначила, що «епізод швидко ковзає униз сюжетною лінією, яка переходить межу смішного».
Поцілунок Малдера і Скаллі викликав розмаїття думок. У «Повних документах Х-файлів» зазначається, що багато шанувальників були «в захваті від довгоочікуваного поцілунку Малдера та Скаллі». Девід Блар із «DVD Talk» назвав епізод «шокуючим» через поцілунок Малдера та Скаллі, запитуючи, «чому вони раніше не зробили цього?»

## Знімалися
- Девід Духовни — Фокс Малдер
- Джилліан Андерсон — Дейна Скаллі
- Мітч Піледжі — Волтер Скіннер
- Ленс Генріксен — Френк Блек
- Бріттані Тіпладі — Джордан Блек
- Колбі Френч — заступник
- Октавія Спенсер — медсестра Октавія
- Мерилін Макінтайр — вдова
- Дік Кларк — Дік Кларк
- Голмс Осборн — Марк Джонсон